# Katableps pudicus
Espèce
Katableps pudicus est une espèce d'araignées aranéomorphes de la famille des Lycosidae.

## Distribution
Cette espèce est endémique de Madagascar.

## Description
Les mâles mesurent de 2,92 à 3,58 mm et les femelles de 3,25 à 4,92 mm.

## Publication originale
- Jocqué, Russell-Smith & Alderweireldt, 2011 : Katableps, a new genus of lycosid spiders from the forests of Madagascar (Araneae: Lycosidae). Bulletin of the British Arachnological Society, vol. 15, p. 181-187.